# Maximilien de Celeia
Pour les articles homonymes, voir Maximilien.
Maximilien de Celeia, ou Maximilien de Lorch, ou Maximilien de Pongau (latin: Maximilianus), né dans la province de Pannonie, sans doute à Celeia, et mort le 12 octobre 284 à Celeia (aujourd'hui Celje en Slovénie), est un saint missionnaire et évêque catholique, fêté le 12 octobre.

## Biographie
Il est principalement connu par la Vita Sancti Maximiliani écrite à la fin du XIIIe siècle et qui relate en détail son parcours, son œuvre, et son martyre.
Maximilianus naît au sein d'une famille fortunée de Celeia. Il est converti par un prêtre du nom d'Orianus. Après la mort prématurée de ses parents, il donne la liberté aux esclaves de la maison paternelle, et distribue biens et argent aux pauvres. Il accomplit un pèlerinage à Rome où il rencontre le pape Sixte II qui l'envoie évangéliser sa région natale. 
Ainsi, durant une vingtaine d'années, il va parcourir une partie de l'Autriche et de la Slovénie actuelles jusqu'à Freising, en Bavière. Il s'établit comme évêque à Lauriacum (de) en Norique (aujourd'hui Lorch, un quartier d'Enns en Haute-Autriche). 
Quand il est informé de persécutions envers les chrétiens de Celeia, il s'y rend pour plaider leur cause auprès du préfet romain local. Il tente de lui montrer combien il est insensé de privilégier les idoles qui n'ont rien à voir avec le Christ qui éclaire les hommes de l'amour du Dieu unique et trinitaire. Finalement, il est décapité, sous le règne de l'empereur Numérien, pour avoir refusé d'abjurer le christianisme et de sacrifier aux dieu païen Mars vénéré dans la cité.
D'autres dates de sa mort sont avancées, à savoir 281 et 288 ,.  

## Culte

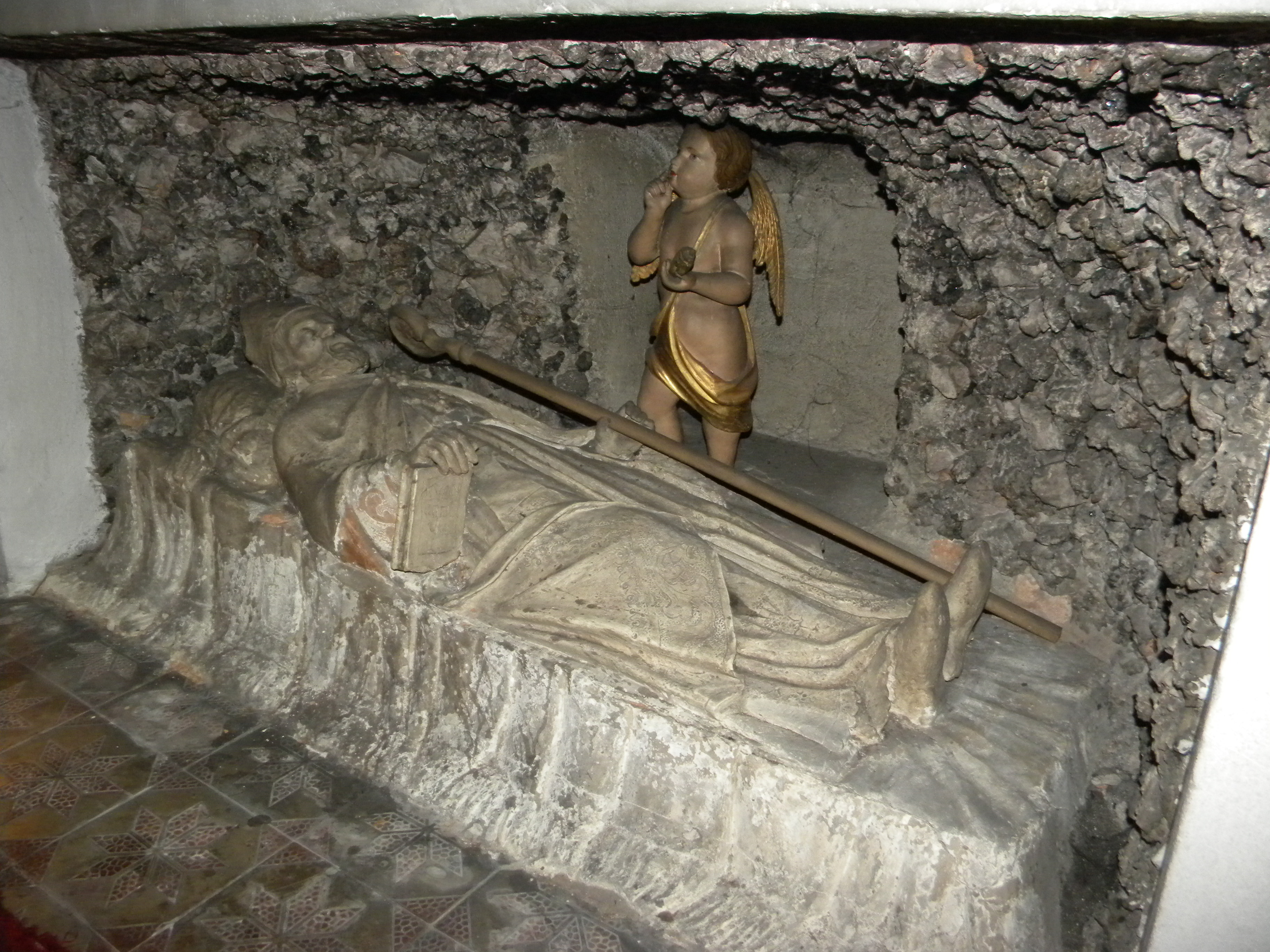
Tombe de saint Maximilien à l'église de Celje qui porte son nom et qui a été dressée sur le lieu où son corps fut enterré.

Son culte remonte au moins au VIIIe siècle. À cette époque, saint Rupert fit construire une église en son honneur à Bischofshofen, dans la vallée de la Salzach, et y apporta ses reliques. Le roi Carloman les déposa vers 878 à l'abbaye d'Altötting qu'il fonda. L'évêque de Passau Pilgrim (971-991), qui prit possession de l'abbaye, fit transférer les ossements du saint vers 985 dans l'église cathédrale de Passau. 
Depuis 1687, elles ont trouvé leur place sur un autel latéral de la cathédrale Saint-Étienne. Le saint est représenté en évêque avec un livre et une épée, des références à sa fonction et à son martyre. 
Suivant l'empereur autrichien Frédéric III (1415-1493) qui fit baptiser son fils du nom de Maximilien, son patronage a été donné à de nombreux archiducs d'Autriche.